# Hotel Governor Clinton
El Hotel Governor Clinton de Manhattan (actualmente denominado Hotel Stewart) ocupa un edificio de 31 plantas de estilo neorrenacentista italianizante, situado en el número 371 de la Séptima Avenida de la ciudad de Nueva York, en la confluencia con la calle 31.

## Historia
El edificio, diseñado por las firmas de arquitectos George B. Post & Sons y Murgatroyd & Ogden, fue inaugurado en 1929 con el nombre original de Governor Clinton Hotel. El nombre era una referencia a George Clinton (1739-1812), el primer gobernador del estado de Nueva York (1777-1795 y 1801-1804).
El New York Times del 18 de agosto de 1929 incluyó una nota publicitaria a página completa, en la que se anunciaba la apertura del hotel. Al banquete inaugural acudieron el entonces gobernador Franklin D. Roosevelt, el antiguo gobernador Al Smith y el alcalde de Nueva York, Jimmy Walker.
En 1967 el edificio se transformó en apartamentos residenciales con el nombre de Penn Gardens, y en 1974 pasó a denominarse Southgate Towers. Volvió a ser un hotel en 2004 como Affinia Manhattan Hotel, y en 2016 cambió de nuevo de nombre, reinagurándose como Stewart Hotel.
El científico Nikola Tesla residió en el hotel durante un tiempo en el año 1934, y tras su muerte en 1943, el FBI estuvo retirando los efectos personales que el inventor había depositado en una caja de seguridad del hotel.

## Edificio
La estructura, de 102 metros de altura, cuenta con 31 plantas (32 según algunas fuentes, como el libro New York City Skyscrapers, de Richard Panchyk, 2010), en las que se disponen 618 habitaciones. Además del vestíbulo del hotel, la planta baja aloja distintos locales comerciales.
La entrada al hotel, dotada de una puerta giratoria, está cubierta por una gran marquesina de latón dorado. Las tres primeras plantas, en las que se abren grandes ventanales rematados con arcos de medio punto, están revestidas de piedra caliza. Los paramentos de las dos fachadas principales están construidos con ladrillos de color marrón claro. El edificio posee un perfil escalonado. Así, el ala este se extiende solo hasta el piso 12, mientras que las otras dos alas se extienden hasta el piso 20, y el núcleo central del edificio alcanza la máxima altura.
Según el New York Times del 28 de julio de 1929 (p. 144), el edificio [dispondrá] de un túnel subterráneo que le dará conexión directa con el metro y con la Estación Terminal de Pennsylvania.